# Bassing
Bassing (deutsch Bessingen) ist eine französische Gemeinde mit 107 Einwohnern (Stand 1. Januar 2022) im Département Moselle in der Region Grand Est (bis 2015 Lothringen). Sie gehört zum Arrondissement Sarrebourg-Château-Salins, zum Kanton Le Saulnois und zum Kommunalverband Saulnois.

## Geographie
Bassing liegt in Lothringen im Saulnois (Salzgau),  etwa 63 Kilometer südöstlich von Metz, 20 Kilometer nordöstlich von Château-Salins und achteinhalb Kilometer nordöstlich von Dieuze auf einer Höhe zwischen 220 und 283 Metern über dem Meeresspiegel, die mittlere Höhe beträgt 240 Meter. Das Gemeindegebiet umfasst 6,34 km².

## Geschichte
1257 wurde die Ortschaft als Bessingen erstmals urkundlich erwähnt. Sie gehörte früher zum Herzogtum Lothringen. Bassing war um 1594 Teil der Seigneurie von Marimont-lès-Bénestroff, ab 1698 gehörte es zur Kastellanei von Dieuze. 
Von 1615 bis zur Französischen Revolution (1789–1799) gab es hier einen Konvent des Paulanerordens. Von 1790 bis 1801 war Bassing Hauptort eines Kantons des Distrikts Dieuze, danach wurde der Kanton aufgelöst.
1793 erhielt Bassing im Zuge der Französischen Revolution den Status einer Gemeinde und 1801 das Recht auf kommunale Selbstverwaltung. Es gehörte von 1801 bis 1871 zum früheren Département Meurthe, das 1871 in Département Meurthe-et-Moselle umbenannt wurde. 
Durch den Frankfurter Frieden vom 10. Mai 1871 kam die Region an das deutsche Reichsland Elsaß-Lothringen, und das Dorf wurde dem Kreis Château-Salins im Bezirk Lothringen zugeordnet. Die Dorfbewohner betrieben Getreide-, Wein- und Obstbau.
Nach dem Ersten Weltkrieg musste die Region aufgrund der Bestimmungen des Versailler Vertrags 1919 an Frankreich abgetreten werden und wurde Teil des Département Moselle.
Im Zweiten Weltkrieg war die Region von der deutschen Wehrmacht besetzt.

### Bevölkerungsentwicklung
| Jahr      | 1962 | 1968 | 1975 | 1982 | 1990 | 1999 | 2007 | 2019 |
| Einwohner | 129  | 139  | 123  | 108  | 132  | 142  | 138  | 111  |

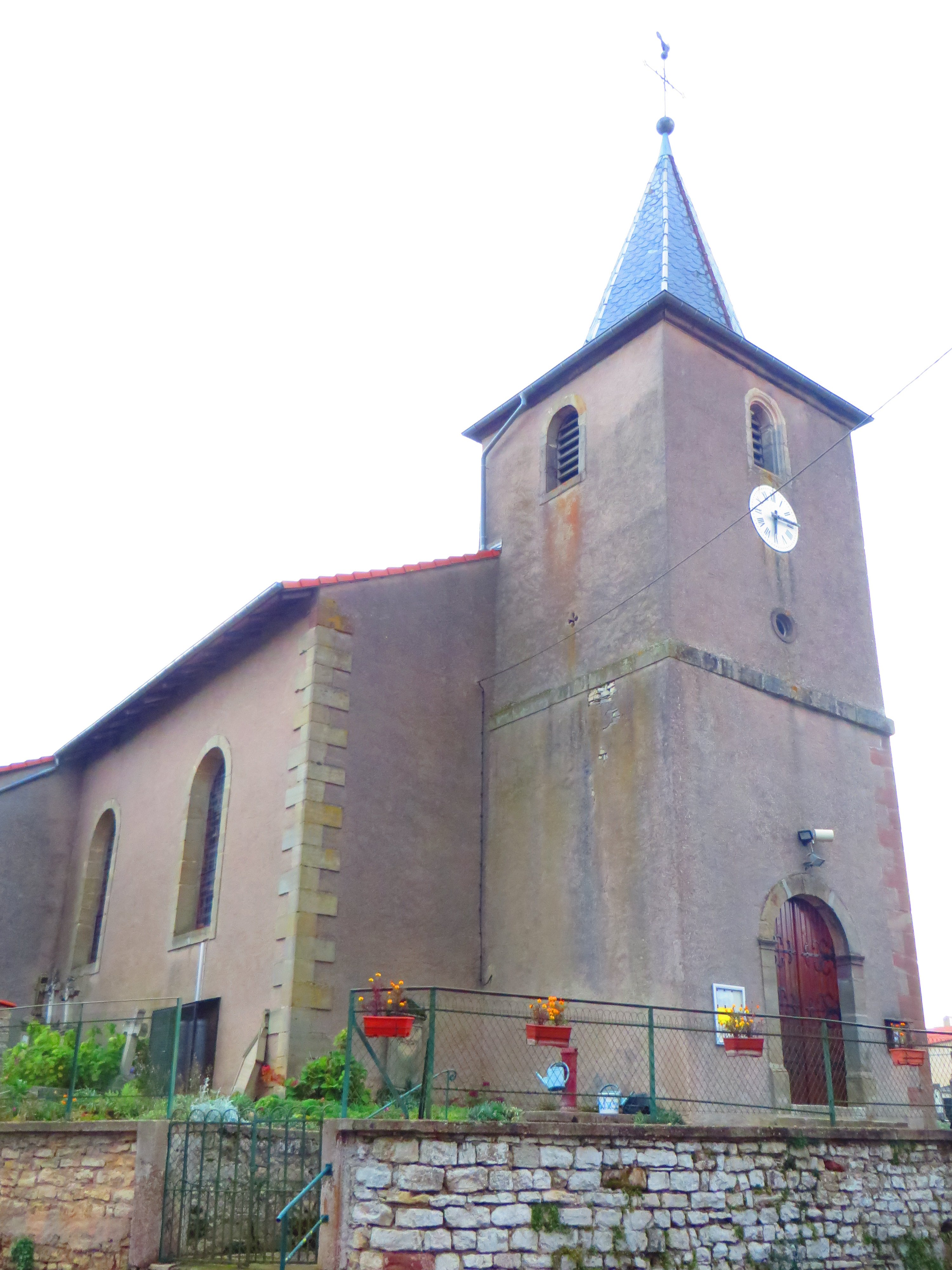
Kirche St. Maurice
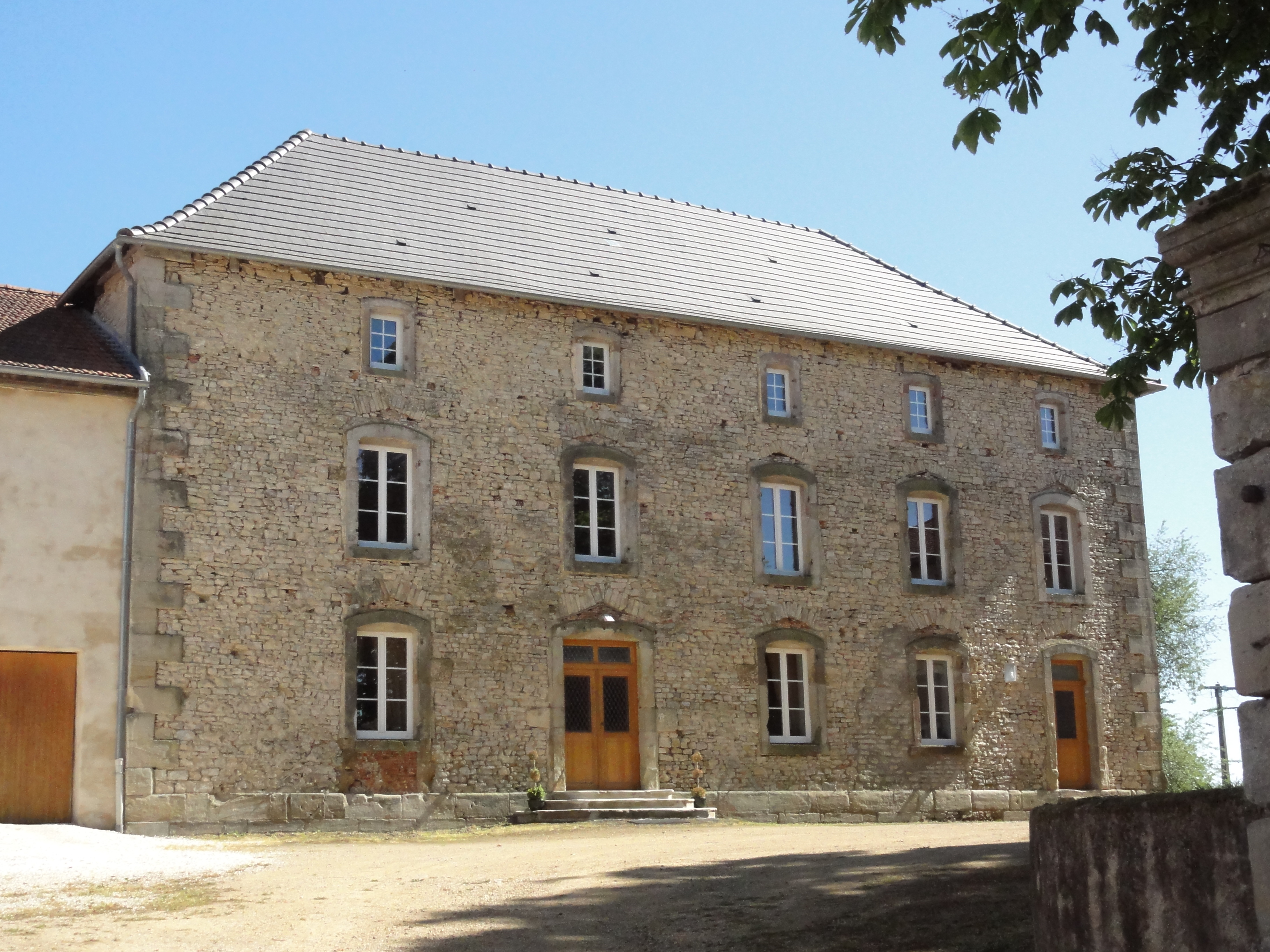
Schloss Bassing
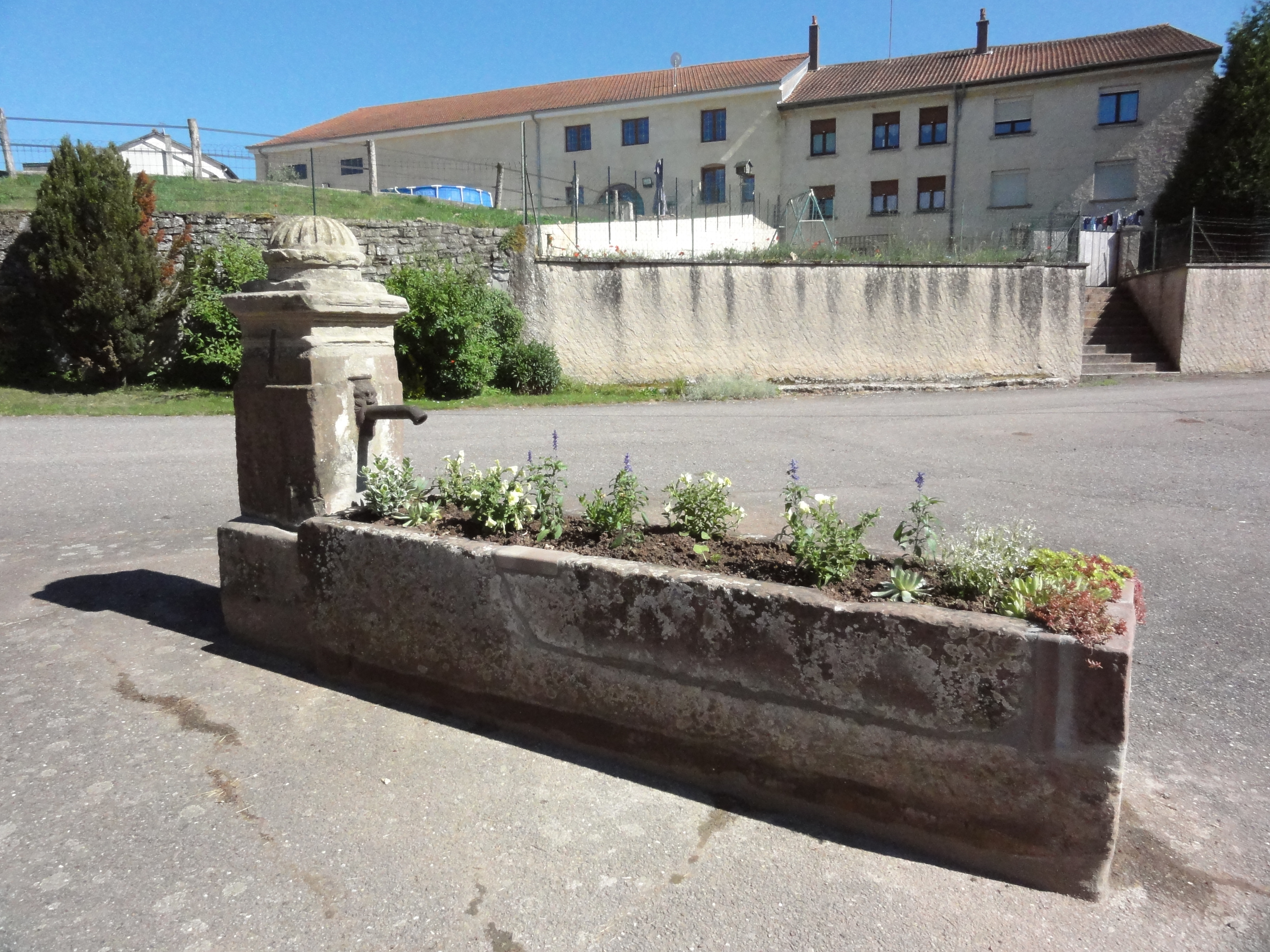
Brunnen

## Wappen
Das Wappen der Gemeinde ist eine Verbindung der Wappen von Dieuze und Marimont, weil Bassing früher zu deren Kastellaneien gehörte. In der Mitte ist die Lanze des Schutzpatrons Mauritius (Maurice) dargestellt. Die heraldisch rechte Hälfte ist rot mit drei silbernen abgerundeten Bändern, die heraldisch linke Hälfte ist silbern mit einem roten horizontalen Band. Über dem Spalt liegt eine goldene Lanze.

## Persönlichkeiten
Bassing ist der Geburtsort des französischen Chemikers Antoine Béchamp (1816–1908).